# Frank de Boer
Franciscus de Boer (Hoorn, 15 de maio de 1970) é um técnico e ex-futebolista holandês que atuava como zagueiro. Atualmente está no Al-Jazira.
É irmão gêmeo do também ex-jogador Ronald de Boer.

## Carreira como jogador

### Ajax
Frank de Boer começou sua carreira em 1988 no AFC Ajax. Na época, atuava como lateral esquerdo, mas em pouco tempo foi deslocado para a zaga, posição onde se consagrou. Em 12 anos de clube, conquistou diversos títulos, entre eles a Copa dos Campeões da Europa e o Mundial Interclubes, ambos em 1995, a Copa da UEFA de 1992 e cinco títulos do Campeonato Holandês.

### Barcelona
Em 1999, ao lado de seu irmão, foi contratado pelo Barcelona por 22 milhões de libras. Todavia, no Barcelona não atingiu o mesmo sucesso da época de Ajax, conquistando apenas 2 Campeonatos Espanhóis e uma Copa do Rei, além de ter sido flagrado no exame anti-doping para a substância Nandrolona em abril de 2001, após a partida da Copa da UEFA contra o Celta de Vigo, tendo sido absolvido frente à UEFA.

### Galatasaray
No verão de 2003, foi contratado pelo Galatasaray, seu tempo em Istambul foi de curto, mas ele ficou famoso por não sofrer gols no grupos da Liga dos Campeões de 2003/04 contra a Juventus de Marcello Lippi em uma vitória por 2 a 0. Nem todo mundo sabe disso, mas Frank de Boer passou a campanha 2003-04 no Galatasaray, fazendo 15 jogos no campeonato pelo clube.

### Rangers
Em 2004 De Boer foi contratado pelo Rangers, da Escócia, onde fez sua estreia em uma vitória por 1 a 0 no Partick Thistle, mas em sua segunda aparição pelo clube, ele perdeu o pênalti decisivo quando o Rangers perdeu para o Hibernian na semifinal da Copa da Liga Escocesa.
 Ele fez um total de 17 jogos pelo Rangers.

### Al-Rayyan
Após a Euro 2004, novamente junto com seu irmão, foi ao Qatar jogar pelo Al-Rayyan.

### Al-Shamal
De Boer chegou ao Al-Shamal em 1 de julho de 2005 e deixou o clube em 24 de abril de 2006, onde fez apenas um jogo

### Aposentadoria
Anunciou sua aposentadoria em Abril de 2006, aos 36 anos.

## Seleção Holandesa
Estreou pela Seleção Holandesa de Futebol contra a Itália em um amistoso em Abril de 1990. Ao todo, disputou 112 partidas com a seleção, tornando-se o jogador que mais jogou pela Seleção Holandesa, pelo menos até Van der Sar ultrapassá-lo em 2006.
De Boer jogou com a seleção as Copas de 1994 e 1998, e as Eurocopas de 1992, 2000 e 2004. Marcou 10 vezes com a camisa laranja.
Fez sua última partida pela Seleção no jogo contra a Suécia, na Euro 2004.

## Estilo de Jogo
Um zagueiro talentoso e completo de classe mundial, além de suas habilidades defensivas, De Boer também era conhecido por seu ritmo, habilidade técnica, passe preciso e liderança, o que lhe permitiu levar a bola para fora da defesa, jogar pelas costas, ou contribuir para o jogo ofensivo de sua equipe iniciando ataques e criando chances para atacantes com bolas longas, com capacidade de ler o jogo e interceptar bolas altas, ele era capaz de jogar tanto na esquerda quanto no centro, e vindo a jogar como líbero, conhecido por seus chutes precisos de flexão de qualquer lugar ao redor da área de pênalti.

## Carreira como técnico
Durante a Copa do Mundo de 2010, De Boer, ao lado do também ex-jogador Phillip Cocu, foi assistente do técnico holandês Bert van Marwijk.
Em dezembro de 2010, a diretoria do Ajax, buscando uma solução para a má fase do clube e de seu treinador Martin Jol, convidou o eterno ídolo do clube para assumir o comando. Sob seu comando, o Ajax já faturou o Tricampeonato Holandês 2010/2011, 2011/12 e 2012/13.
Em 2016 foi contratado pela Internazionale, para substituir Roberto Mancini. Porém, após vários resultados negativos, foi demitido do clube.
Em 2017 acertou com o Crystal Palace, mas após um início ruim na Premier League de 2017–18, com quatro derrotas nas quatro primeiras rodadas, acabou demitido da equipe inglesa.
Em 2019 começou a treinar o Atlanta United da Major League Soccer, após a saída do técnico Gerardo Martino. Na sua primeira temporada conquistou a Lamar Hunt U.S. Open Cup e a Campeones Cup, Supercopa entre os vencedores da MLS e Liga MX.
Com a saída do treinador Ronald Koeman no fim de 2020, Frank de Boer foi anunciado como novo técnico da seleção holandesa. Seu trabalho não convenceu, então foi demitido após a derrota para a seleção da República Tcheca por 2 a 0 nas oitavas-de-final da UEFA Euro 2020.

## Estatísticas
| Clube          | Jogos | Vitórias | Empates | Derrotas | Aproveitamento |
| -------------- | ----- | -------- | ------- | -------- | -------------- |
| Ajax           | 262   | 158      | 57      | 47       | 60,3%          |
| Internazionale | 14    | 5        | 2       | 7        | 35.7%          |
| Crystal Palace | 5     | 1        | 0       | 4        | 20%            |
| Atlanta United | 55    | 31       | 5       | 19       | 56.4%          |
| Países Baixos  | 15    | 8        | 4       | 3        | 53.3%          |
| Al-Jazira      | 14    | 5        | 4       | 5        | 35.7%          |

## Títulos

### Como jogador
Ajax
- Eredivisie: 1989–90, 1993–94,1994–95, 1995–96, 1997–98
- KNVB Cup: 1992–93, 1997–98
- Johan Cruijff Shield: 1993, 1994, 1995
- Liga dos Campeões da UEFA: 1994–95
- UEFA Cup: 1991–92
- UEFA Super Cup: 1995
- Copa Intercontinental: 1995

Barcelona
- La Liga: 1998–99

Al Rayyan
- Emir of Qatar Cup: 2005

Individual
- ESM Team of the Year: 1995–96[carece de fontes?]
- FIFA World Cup All-Star Team: 1998[17]
- UEFA Euro Team of the Tournament: 2000[18]
- Golden Foot: 2016, as football legend[19]

### Como técnico
Ajax
- Eredivisie: 2010–11, 2011–12, 2012–13
- Johan Cruyff Schaal: 2019

Atlanta United
- Campeones Cup: 2019
- U.S. Open Cup: 2019

Individual
- Amsterdamse coach van het jaar (De Fanny) (2): 2012, 2014[20]
- Rinus Michels Award (2): 2013, 2014
- JFK's Greatest Man Award: 2013[21]